# Kantale-Talsperre
Koordinaten: 8° 21′ 41″ N, 80° 58′ 44″ O
Der Damm der Kantale-Talsperre (Kantalai-Talsperre) bei Trincomalee im Osten Sri Lankas brach am 20. April 1986. Die Flutwelle überflutete Dutzende Dörfer; es gab bis zu 178 Tote.

## Staudamm
Der Staudamm, ein Erd- oder Steinschüttdamm auf Felsgründung von 15 oder 27 m Höhe, liegt 288 km nordöstlich der Hauptstadt Colombo. Er wurde im Jahr 614 von König Agbo II gebaut und 1869 sowie 1952 restauriert. Er war 2500 m lang und der Stauraum betrug 135 Millionen m³. Die Talsperre diente der Landwirtschaft zur Bewässerung.

## Katastrophe
Am Morgen des 20. April 1986 brach der Damm nahe dem Überlauf am linken Hang, 50 m von einer Baustelle entfernt, an der ein Einlauf für eine Pumpe zur Wasserversorgung gebaut wurde und deswegen Spundwände gerammt wurden. Neben diesen Vibrationen gab es einen regen Baustellenverkehr von schweren 30-Tonnen-Lastwagen über den Damm. Man nimmt an, dass diese Ursachen zum Durchsickern von Wasser geführt haben (Piping). Eine weitere Ursache war vermutlich, dass die Dammgründung für die Bauarbeiten entwässert wurde, was zu starken Sickerströmungen geführt haben kann.
Andere Quellen sprechen davon, dass der Damm von tamilischen Terroristen sabotiert worden sei.
Die Zahl der Todesopfer wird völlig unterschiedlich mit 14 Toten und 25 Vermissten, 30, 68, 82, 100, 127 oder 178 Toten angegeben, die Zahl der Obdachlosen mit 9500 bis 18.000. 200 bis 400 Häuser wurden zerstört und 450 Häuser beschädigt. Brunnen wurden verschmutzt, Krankheiten brachen aus und landwirtschaftliche Flächen wurden zerstört.